# Congregazione di Sicilia
La Congregazione di Sicilia, detta sicula (in latino Congregatio Sicula) sorse nel 1482 dalla federazione di alcuni monasteri benedettini siciliani e si unì nel 1506 alla congregazione di Santa Giustina.

## Storia

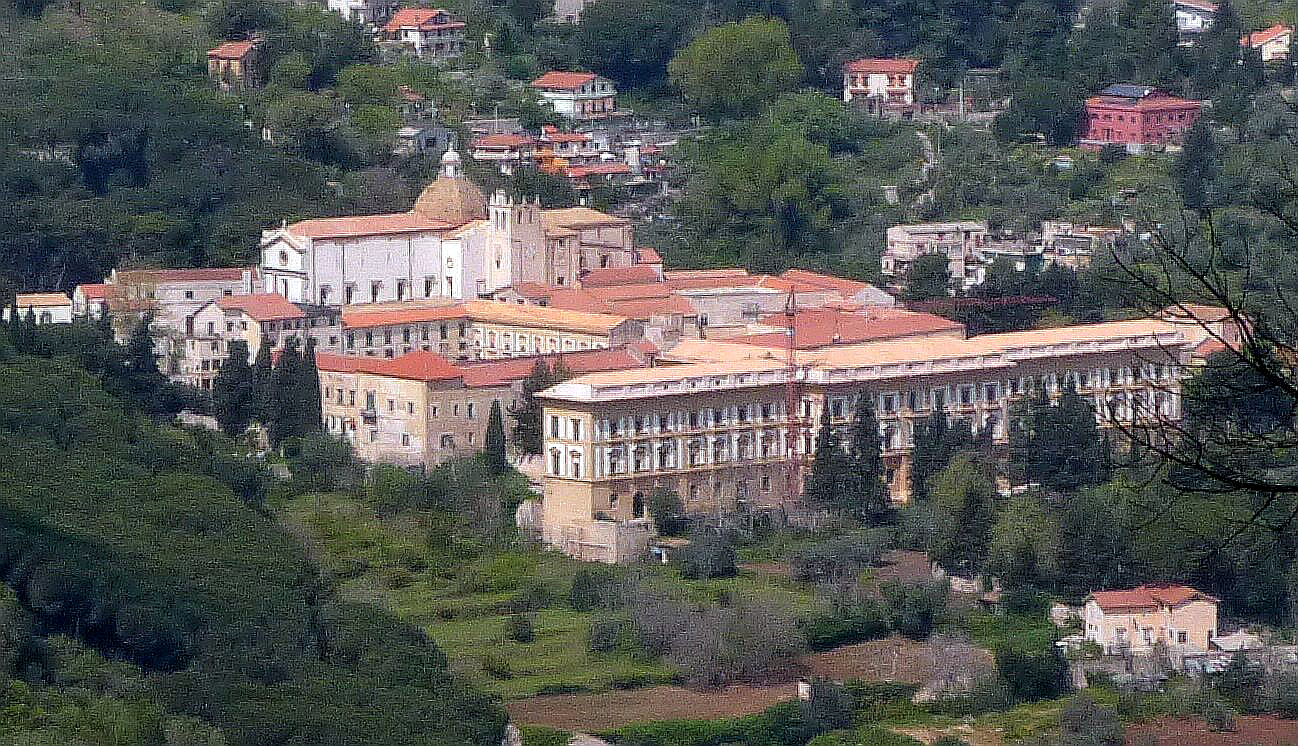
L'abbazia di San Martino delle Scale

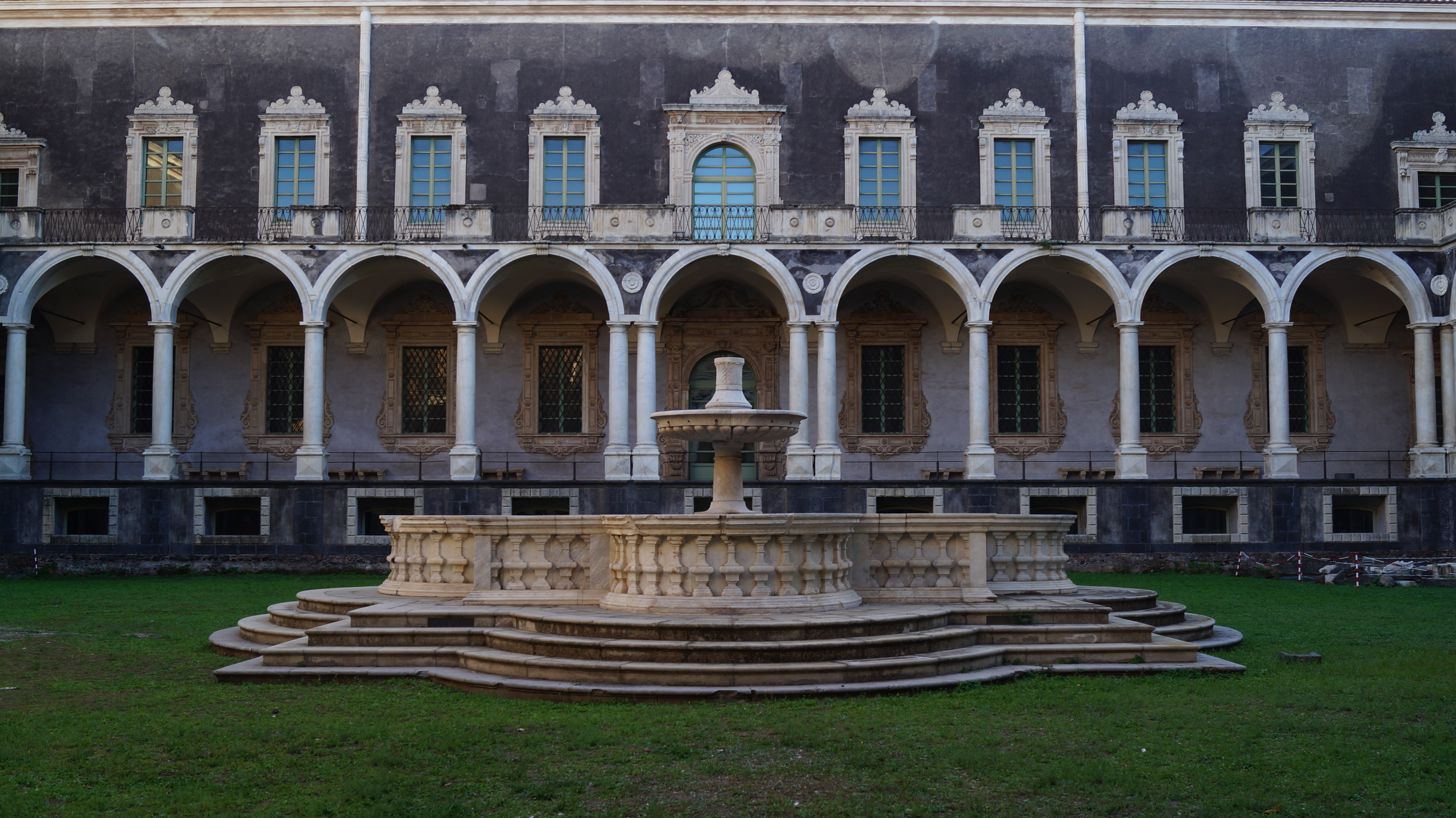
Uno dei chiostri del monastero di San Nicolò l'Arena

Verso la metà del Quattrocento i monasteri benedettini di Sicilia iniziarono a cadere nel regime della commenda: per evitare le conseguenze negative che questo fenomeno, nel 1476 alcune abbazie, guidate dal monastero di San Martino sopra Palermo, chiesero di unirsi alla congregazione di Santa Giustina di Padova.
I visitatori della Congregazione di Santa Giustina, però, dovettero verificare che non c'era l'unanimità fra i religiosi dei monasteri che avevano chiesto di aderire; il monastero di San Placido di Messina, poi, avevano ritiraro la loro richiesta di adesione. L'unione dei monasteri siciliani alla congregazione non fu quindi attuata.
I tre monasteri di San Placido di Messina, San Nicolò dell'Arena di Catania e Santa Maria di Licodia, continuando ad avvertire il bisogno di una confederazione e nel 1482 si unirono in una congregazione modellata su quella di Santa Giustina; alla congregazione si unì presto l'abbazia di Santa Maria la Nuova.
Nel 1482 Papa Sisto IV approvò la congregazione sicula e le accordò tutti i privilegi di quella di Santa Giustina, con ampie facoltà di accettare nella loro unione i monasteri siciliani che ne avessero fatta richiesta. Il primo capitolo generale fu celebrato il 19 agosto 1482.
Molti monasteri decisero di unirsi alla congregazione: il primo fu quello di San Martino a Monreale, seguito presto dalla quasi totalità dei monasteri siciliani (Santa Maria di Gangi Vecchio, di Santa Maria di Fundrò).
Nonostante le difficoltà legate all'abitudine dei singoli monasteri a godere di ampia autonomia, l'unione ebbe buoni effetti sulla vita monastica in campo disciplinare, spirituale e materiale.
Dopo l'entrata, nel 1505, dell'abbazia di Montecassino nella congregazione di Santa Giustina, anche i monasteri siciliani decisero di aderire alla congregazione, che prenderà il nome di cassinese. L'unione della congregazione sicula alla cassinese fu approvata da papa Giulio II con bolla del 18 luglio 1506.